# Прядильные культуры
Пряди́льные культу́ры — технические культурные растения, из которых изготавливают волокно для текстильной промышленности. В мировом производстве наиболее широко используются хлопчатник, лён-долгунец, джут и конопля.

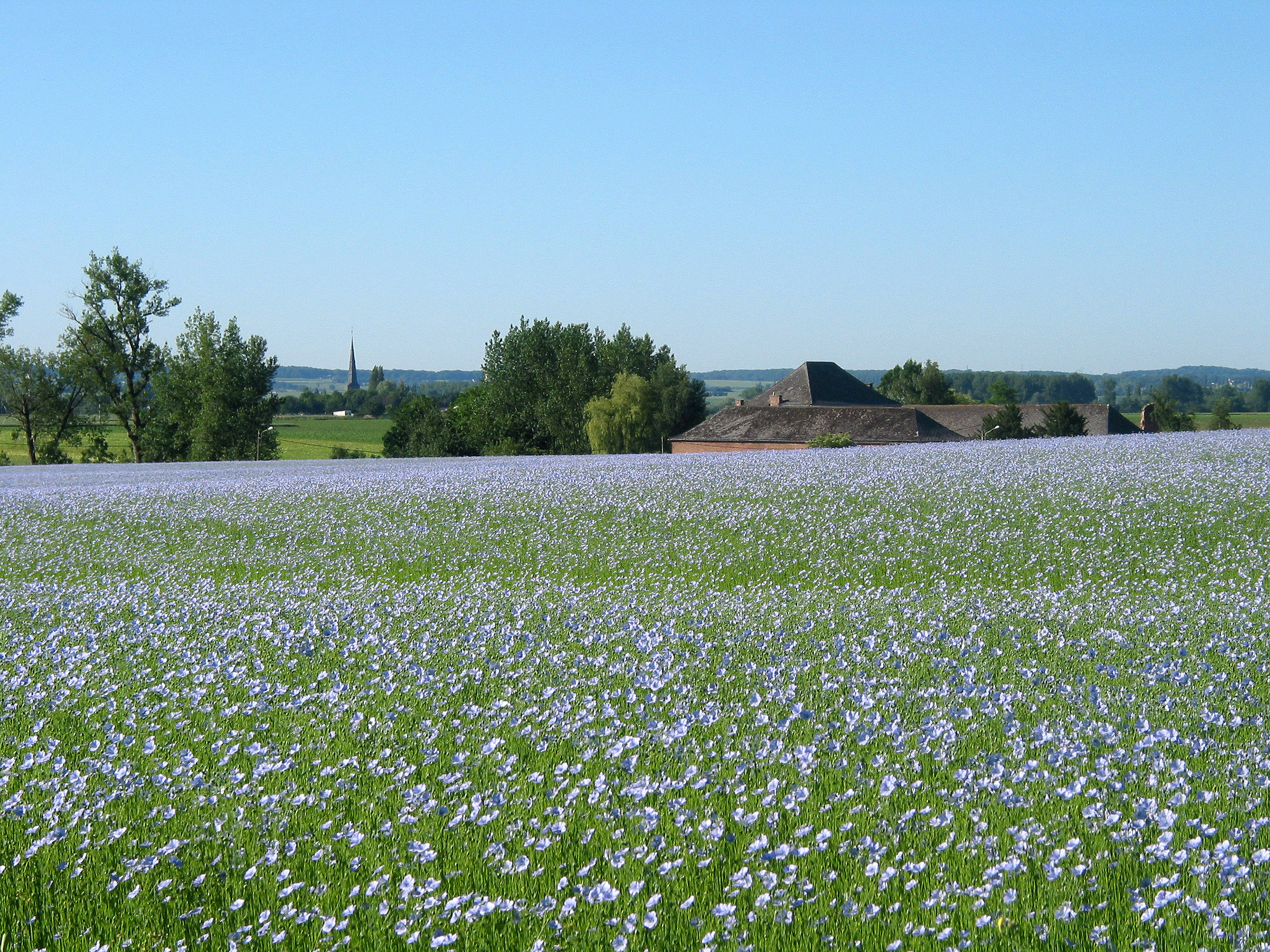
Поле цветущего льна-долгунца

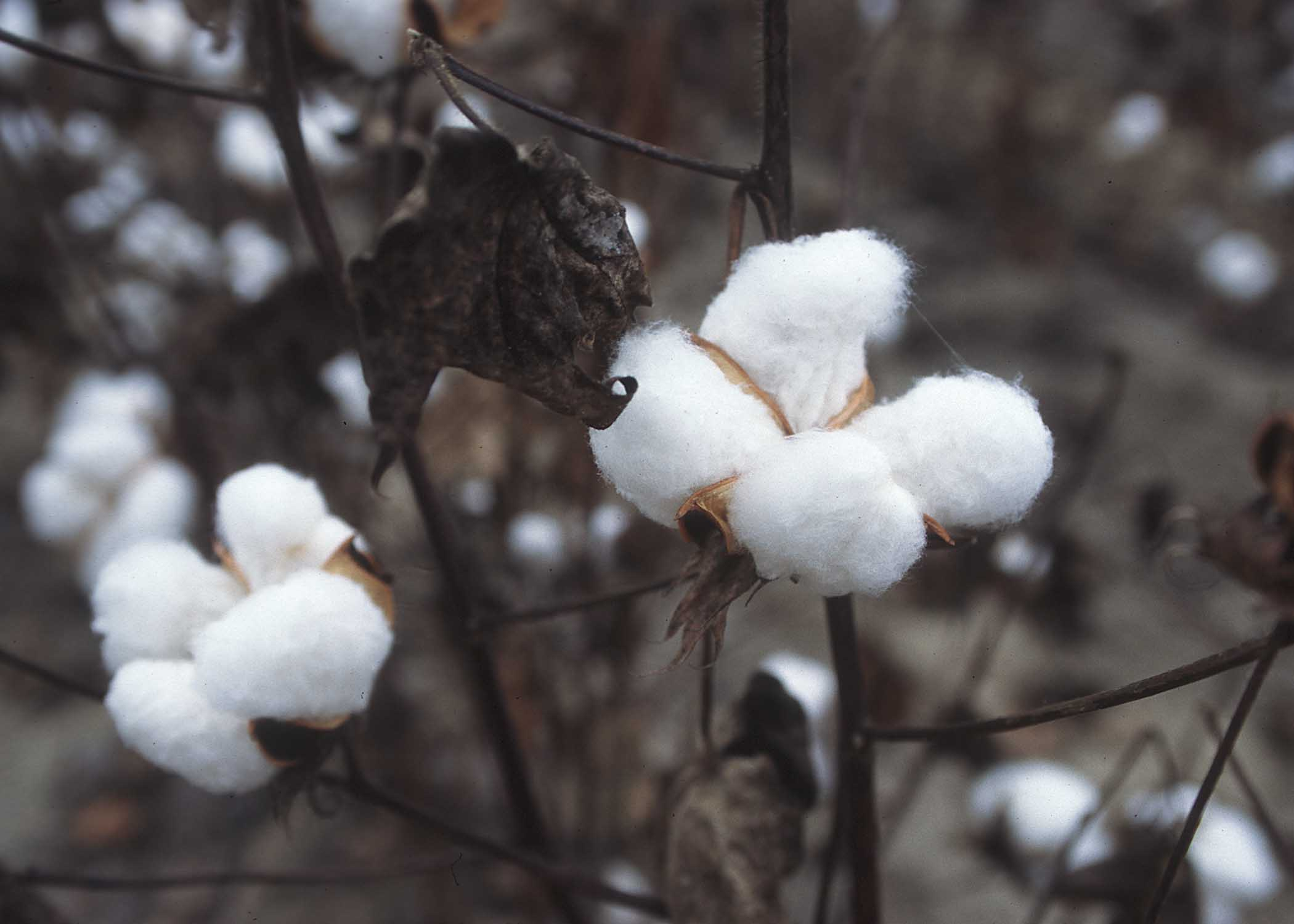
Коробочки хлопка, готовые к сбору

## Россия
Самыми распространёнными прядильными культурами в России издавна были лён-долгунец и конопля. Лён-долгунец использовался для производства тканей для одежды, конопля же использовалась для витья канатов и производства тканей для парусов. В начале XX века Российская империя обеспечивала 70 % посевных площадей и 80 % мирового сбора льна, однако в связи с упадком отрасли сейчас[когда?] Россию обошёл Китай, концентрирующий у себя почти 65 % мирового производства льноволокна. Конопля же и вовсе запрещена к выращиванию в России как источник наркотических средств[когда?].